# 原罪
原罪，或稱原罪論，是部分基督教中基本教義派的神學家提倡的神學理論，區分於其他的亞伯拉罕宗教（如猶太教，但哈雷迪猶太教認可）與回教則無原罪一說。原罪在定義上是指希伯來聖經記載的第一個男人亚当和第一個女人夏娃在伊甸園嘗禁果後，犯了「罪」而被上帝趕出伊甸園，並給予懲罰: 體驗人世間生死離別與墮落等詛咒。

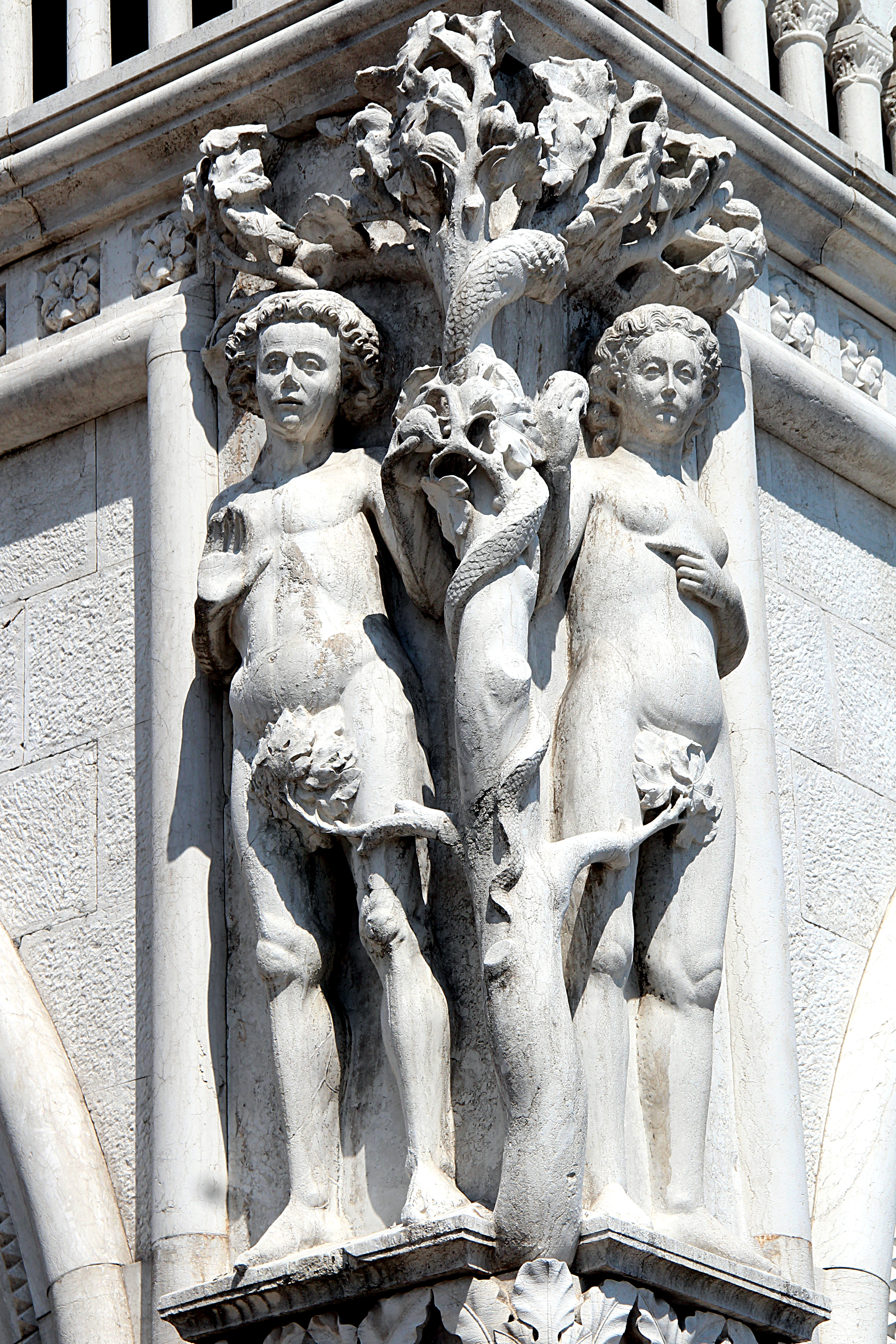
亞當和夏娃的陷落，安東尼奧·里佐（Antonio Rizzo）1476年創作的作品，裝飾了威尼斯總督宮西南角首府的頂部

## 犹太教经学观点

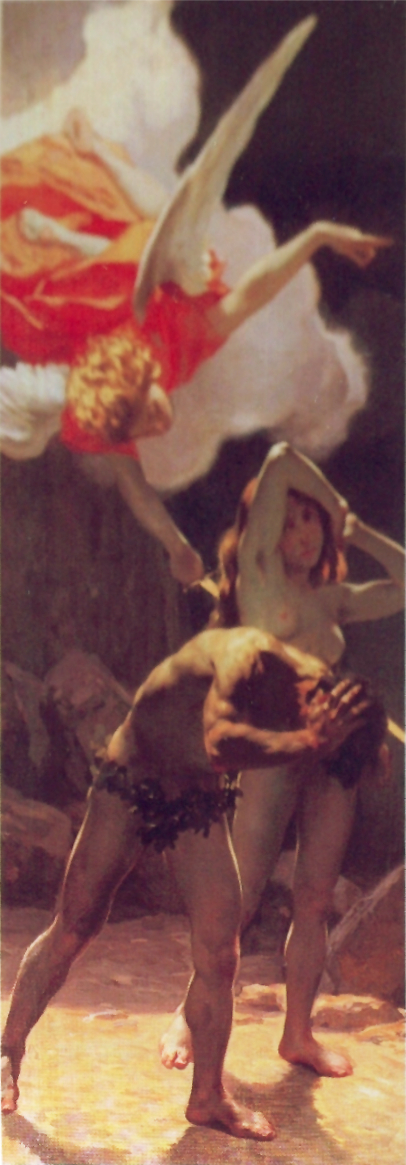
亞當與夏娃被逐出伊甸園

大部分犹太教的宗派不相信人有原罪（除了少部分猶太教正統派），但是相信祖先的罪恶会对后世的人造成影响。如原祖亚当（《希伯來聖經》記載的第一個男人）和夏娃（希伯來聖經記載的一個女人）犯罪导致世人有了必死的命运，金牛犊偶像崇拜的罪过在人类每一代都留下痕迹。托拉也如此写道：“不可跪拜那些像，也不可事奉它们，因为我耶和华——你的上帝，是忌邪的上帝。恨我的，我必惩罚他们的罪，自父及子，直到三、四代。”
但同时犹太教相信人出生时便带着罪恶的冲动，直到十三岁时善的冲动才降临到人的身上。

## 基督教神學觀點
基督宗教主流神學家認為，人是有原罪和罪性的，原罪的存在將人類和上帝隔絕，使人類終生受苦，不得解脫。《聖經》裡雖沒有出現過原罪或原罪論等字眼。但《聖經》對原罪這個概念有清楚的表達。
|                           | 這就如罪是從一人入了世界，死又是從罪來的；於是死就臨到眾人，因為眾人都犯了罪。 |
| ——《羅馬書》第5章第12节参 |                                                                                |

所以，人自從出生的那一刻起就有罪性，這種罪性是無法消除的，而且是一代傳給一代，永無停止，這就是「原罪」。而「原罪」的由來是來自人類的祖先，亞當和夏娃。要得到救贖，只有靠耶穌基督，相信耶穌基督為救主和上帝的兒子。
|                                   | 若因一人的過犯，死就因這一人作了王，何況那些受洪恩又蒙所賜之義的，豈不更要因耶穌基督一人在生命中作王嗎？如此說來，因一次的過犯，眾人都被定罪；照樣，因一次的義行，眾人也就被稱義得生命了。因一人的悖逆，眾人成為罪人；照樣，因一人的順從，眾人也成為義了。 |
| ——《羅馬書》第5章第17节至第19节参 | |

對於「原罪」，不同基督教學派對這段《聖經》記載有不同的理解，對「原罪」也有不同的理解。
另外一種觀點，是從立約的觀點看原罪。就是在伊甸園裏，上帝與亞當立約：創世記2:16-17:「園中各樣樹上的果子，你可隨意吃，只是分別善惡樹的果子，你不可吃，因為你吃的日子必定死。」在這個約中，神應許亞當得生命，並且透過他將生命傳給他的後裔，其條件是：人要完全、親自的順服。但是，亞當違約了：
|                            | 他們卻如亞當背約，在境內向我行事詭詐 |
| ——《何西阿書》第6章第7节参 |                                      |

因此，蛇、亞當、夏娃都受到懲戒。
|                                                       | 耶和華神對蛇說：『你既做了這事，就必受咒詛，比一切的牲畜更甚；你必用肚子行走，終身吃土。我有要叫你和女人彼此為仇;你的後裔和女人的後裔也彼此為仇。女人的後裔要傷你的頭;你要傷他的腳跟。』又對女人說：「我必多多加增你懷胎的苦楚;妳生產兒女必多受苦楚。你必戀慕你丈夫;你丈夫必管轄妳。」有對亞當當說：「你既聽從妻子的話，吃了我所吩咐你不可吃的那樹上的果子，地必為你的緣故受咒詛；你必終身勞苦才能從地裏得吃的。地比給你張出積極和蒺藜來；你也要吃田間的菜蔬。你必汗流滿面才的餬口，直到你歸了土，因為你是從土而出的。你本是塵土，仍要歸於塵土。」 |
| ——《創世記》第3章第14节参，至 《創世記》第3章第19节参 | |

如上，《羅馬書》第5章16-17節所述：「因亞當一次的過犯，死就因這個人做王，眾人都被定罪，成為罪人」，亞當是人類的祖先，代表全人類與上帝立約，但是亞當背約，所以他犯罪的結果，歸算在全人類身上。所以，以上《羅馬書》章12節的最後一句「因為眾人都犯了罪」，是因為亞當犯罪的結果。
另外，反對原罪論的基督徒卻認為原罪對人是不公平的，特別是從未聽過上帝和基督教信仰的人，但上帝卻是公平的，所以不可能會有原罪出現。
在教會歷史上，和奧古斯丁同時期的一位英國修道士伯拉糾，是反對原罪論的主要代表，他是一位基督教的道德主義者，熱烈地相信自由意志，主張人類沒有原罪，眾人犯罪是他自由意志的選擇，後在第三次基督教全體大會中為異端。在教會歷史上，和加爾文同時期的阿民念，他也是反對原罪，但不同的是，阿民念主義的觀點是，主張人在初次犯罪的剎那，就同時背負「己罪」以及「原罪」的罪咎。阿敏念的此觀點，主要是建立在聖經的其他經文，如：約翰福音3:16, 認為人雖然墜落，但神也預備了恩典給全人類，所以神沒有因為亞當的墜落，人類就被定罪，人仍有自由意志做選擇，但是一旦選擇不信、犯罪的剎那，就同時背負了「己罪」和「原罪」。

### 東正教
東正教認為，人的原罪是人在世界上處境之啟示。按《舊約》記述，亞當和夏娃受造於天主之時，除具有人性，還分享天主的超性（supernatural），能直接與天主溝通。生活在樂園中無憂無愁。後來亞當和夏娃背叛天主，失去樂園，失去與天主共融的幸福，也造成後來人類普遍與天主隔離之處境，失落了超性，也就是「原罪」。
人們生來就缺少超性生命，與後天的罪過不同。後天的罪過可因教化而受到糾正。原罪，是先天的，喪失的是超性生命，失去人生的終向，必須由天主的主動赦免。這就是聖子耶穌基督（東正教稱：伊伊稣斯·合利斯托斯）降世，救贖人類的道理。凡信基督，接受洗禮的人，就是重新與天主和好，得享永生永福。另外，正教会对于罪恶的观念不同于西方教会，认为罪恶不是一条条被记录下来的債務，而是如同灵魂上的疾病，而基督如同医生一样医治人類，而不是如同债主一样勾销債務人的欠账。

### 新教

#### 信義宗
信義宗（路德宗）創始人馬丁·路德清楚指出原罪是從人墮落開始，已經破壞了人的本質，在信義宗認信條文—《協同書》中《奧斯堡信條》第二條清楚闡述了信義宗對原罪的理解。
我們的教會還教導：亞當墮落後，人是在罪中成孕而生的。即人在母胎裏，便充滿了各種世俗欲念，照本性既不能敬畏，也不能信賴上帝。這生就的疾患和遺傳的罪惡確實是一種罪孽。這罪使一切不藉著洗禮和聖靈重生的人，處於神的永怒之下，並受永死。

我們教會反對伯拉糾派（Pelagians）和一切類似的教派，因為他們否認原罪，並主張人藉著本性的力量和理性的指導，就能在神面前稱義。若是這樣，基督的受難與榮耀的功勳，就受辱，就遭埋沒。
對於信義宗信徒而言，明白原罪這個教義有助於明白幼兒洗禮的重要性。因為原罪改變了所有人包括嬰孩在內的本質（人的本性既不能敬畏，也不能信賴上帝），所以所有人必須因信靠耶穌基督為救主才能與上帝和好並且得救，即因信稱義，而洗禮是其中一個方法讓上帝創造並堅固信心，因此嬰孩也有洗禮的需要。

#### 歸正宗
歸正宗（喀爾文宗）創始人約翰·喀爾文認為人類的本質是無法行善的，如無神的指引，任何作為都是惡的。
我們的本質不止貧乏，且缺乏善，而且，還豐沛地飽含每一種閒不下來的邪惡。
對於歸正宗信徒而言，依據《海德堡要理問答》的解析，人類完全無法行任何善，且傾向行任何的惡。

## 伊斯兰教的原罪观念
伊斯兰教不认为人类有所谓的“原罪”，穆斯林认为人类的始祖阿丹（亚当）和哈娃（夏娃）违背阿拉的旨意而食用禁果，并不是“犯罪”（只是犯错误），而且在他们向阿拉悔过後，阿拉已经原谅了他们。“然後，阿丹奉从主降示的几件诫命，主就恕宥了他。主确是至宥的，确是至慈的。”